# Ben 10: Alien Force
Ben 10: Alien Force (tạm dịch: Ben 10: Lực lượng ngoài hành tinh) là một bộ phim hoạt hình của Mỹ được dựng bởi Dwayne McDuffie, Glen Murakami và studio"Man of Action"(một nhóm gồm Duncan Rouleau, Joe Casey, Joe Kelly và Steven T. Seagle), do Cartoon Network Studios sản xuất. Đây là phần tiếp theo của phim Ben 10. Lấy bối cảnh 5 năm sau loạt phim chính, cốt truyện phần này mang một nền màu u ám hơn, các nhân vật chính đã trưởng thành theo thời gian. Ben 10: Alien Force ra mắt trên kênh Cartoon Network vào 18 tháng 4 năm 2008 tại Mỹ, và ở Canada trên kênh Teletoon vào 6 tháng 9 năm 2008. Loạt phim được sản xuất dưới cái tên Ben 10: Hero Generation và sau đó là Ben 10: Evolutions. Tập cuối của Ben 10: Alien Force phát sóng vào ngày 26 tháng 3 năm 2010.

## Cốt truyện
5 năm sau các sự kiện của bộ phim chính, Ben Tennyson 15 tuổi đã trở lại với cuộc sống khá là thú vị và nhiều kẻ thù khác xuất hiện. Các cuộc phiêu lưu đã bắt đầu, Omnitrix được hiệu chuẩn giúp Ben có thêm những dạng biến hình mới và từ một cậu nhóc trở thành một thiếu niên tự tin.

## Nhân vật
Benjamin Kirby Tennyson (Ben Tennyson)Ở tuổi 15, Ben đã trở lại với cuộc sống của một chàng thiếu niên bình thường và tháo gỡ Omnitrix. Tuy nhiên, sau khi biết ông Max mất tích, Ben quyết định đeo lại Omnitrix để tìm ông. Trong phần phim này, Omnitrix đã được hiệu chuẩn lại và đem lại cho cậu các dạng biến hình hoàn toàn mới. Ben ngày càng trưởng thành hơn theo thời gian.
Gwendolyn Catherine Tennyson (Gwen Tennyson)Giờ ở tuổi 15, Gwen đã sử dụng sức mạnh thành thạo hơn nhiều, cô có thể điều khiển năng lượng trực tiếp thay vì phải sử dụng thần chú như trước đó (do bà Gwen là người ngoài hành tinh trái đất). Cô có thể sử dụng sức mạnh để tạo lực đẩy, màng chắn, và bắt giữ. Dù không còn nóng nảy và hung hăng như trước, Gwen vẫn luôn luôn để mắt đến Ben. Cô cũng được cho là có cảm tình với Kevin Levin.
Kevin Ethan LevinKevin là kẻ thù cũ của Ben và bây giờ là người buôn bán vũ khí với người ngoài hành tinh. Cậu đã trở thành đồng minh bất đắc dĩ của nhóm Ben và mối quan hệ giữa họ ngày càng trở nên tốt hơn khi về sau. Trong thời gian bị nhốt ở Null Void (trước khi diễn ra phần Alien Force), Kevin được Kwarrel hướng dẫn cách hấp thụ chất rắn dựa vào sức mạnh của người Osmosian. Kevin có cảm tình với Gwen và họ đã bắt đầu hẹn hò.
Max TennysonMax là một thành viên bán nghỉ hưu của Plumbers. Ông biến mất khi đang điều tra âm mưu của bọn Highbreed, chỉ để lại vài tin nhắn bí ẩn cho Ben. Max đoàn tụ ngắn ngủi với các cháu trong tập"Max Out", nhưng đã hy sinh bản thân mình để phá 1 nhà máy của bọn Highbreed vào cuối tập. Trong tập"Voided", Ben và Max gặp lại nhau tại Null Void và ông đã hứa Ben là sẽ trở lại sớm. Max cuối cùng cũng trở lại trong phần cuối của mùa 2,"War of the Worlds"để hỗ trợ Ben trong cuộc tấn công cuối cùng chống lại Highbreed.
Julie YamamotoJulie là người Ben để ý và sau đó đã trở thành bạn gái của cậu. Cô thích chơi tennis và chăm sóc con vật cưng của mình là Ship (một sinh vật ngoài trái đất do Ben và cô tìm thấy). Julie cũng học rất giỏi và đã gia sư cho Ben trong tập"Good Copy, Bad Copy"(dù cuối cùng Ben chỉ được điểm C+).
HighbreedHighbreed tin rằng bọn chúng là thuần khiết nhất trong tất cả các loài và dự định xóa sạch tất cả các sinh vật chúng cho là hạ đẳng và dơ bẩn trong dải ngân hà. Trái Đất là mục tiêu hiện giờ của bọn Highbreed. Sau đó phát hiện ra rằng bọn Highbreed đang chết dần chết mòn và mất khả năng chống chọi với bệnh tật, nên chúng muốn phá hủy toàn bộ vũ trụ cùng với chúng.
DNAliensSinh vật lai giữa người và người ngoài hành tinh. DNAliens phục vụ bọn Highbreed, và có khả năng cải trang thành con người nhờ sử dụng những mặt nạ đặc biệt.
VilgaxVilgax là kẻ thù nguy hiểm nhất của Ben. Hắn xuất hiện trở lại trong tập"Vengeance of Vilgax: Part 1"để trả thù Ben. Hắn đánh bại Ultimos và nhóm Plumbers để gây sức ép cho Ben. Sau đó, Ben đã đấu với Vilgax và giành chiến thắng. Về sau, trong tập"The Final Battle", hắn trở lại cùng Albedo. Tưởng chừng như đã có được Omnitrix, Ben lại kích hoạt chế độ tự huỷ (nhưng không kéo theo cả vũ trụ vì thời gian tự huỷ chỉ có 30 giây). Sau đó, Ben đánh bại Vilgax (đã lộ nguyên hình) bằng Ultimate Swampfire.
The Forever KnightsMột tổ chức bí mật đã hoạt động trong bóng tối từ khi bắt đầu thành lập vào thời Trung cổ. The Forever Knights trao đổi công nghệ ngoài Trái đất với bất cứ ai có nhu cầu, kể cả bọn Highbreed.

## Tổng quan
| Mùa | Mùa | Số tập | Số tập | Phát sóng gốc        | Phát sóng gốc       |
| Mùa | Mùa | Số tập | Số tập | Phát sóng lần đầu    | Phát sóng lần cuối  |
| --- | --- | ------ | ------ | -------------------- | ------------------- |
|     | 1   | 13     | 13     | 18 tháng 4 năm 2008  | 28 tháng 8 năm 2008 |
|     | 2   | 13     | 13     | 10 tháng 10 năm 2008 | 27 tháng 3 năm 2009 |
|     | 3   | 20     | 20     | 11 tháng 9 năm 2009  | 26 tháng 3 năm 2010 |

## Ben 10: Evolutions
Chương trình Cartoon Network Upfront 2009 đã thông báo một serie mới có tên Ben 10: Evolutions sẽ được ra mắt ngay sau khi Ben 10: Alien Force kết thúc vào năm 2010. Trong loạt phim mới này, Ben Tennyson 16 tuổi đã bị cả thế giới phát hiện ra thân phận bí mật của mình. Bây giờ cậu đã trở thành một siêu sao anh hùng quốc tế, được trẻ con trên toàn thế giới yêu quý nhưng lại bị nhiều người lớn nghi ngờ. Ben được trang bị một Omnitrix bí ẩn mới, và sẽ đến những nơi cậu chưa từng đến bao giờ. Mùa đầu tiên của serie được dự kiến bao gồm 20 tập. Tuy nhiên đến đầu năm 2010, chương trình được đổi tên thành Ben 10: Ultimate Alien và chính thức phát trên sóng truyền hình từ ngày 23 tháng 4 năm 2010.

## Video games
Monkey Bar Games và D3 Publisher đã thực hiện một video game dựa trên loạt phim cho dòng máy PlayStation 2, Nintendo DS, Wii và PSP. Các nhân vật có thể chơi trong game gồm có Ben, Gwen và Kevin. Tất cả các phiên bản của trò chơi cho phép Ben biến thành Swampfire và Humongousaur; bản DS bao gồm Chromastone, Echo Echo và Goop, trong khi bản console là Big Chill, Spidermonkey và Jetray.
Trò chơi điện tử thứ 2 có tên Ben 10 Alien Force: Vilgax Attacks dự kiến được phát hành vào tháng 10 năm 2009.

## Truyện tranh
Ben 10: Alien Force bắt đầu xuất hiện trên Cartoon Network Action Pack! (một serie tuyển tập truyện tranh do DC Comics phát hành) từ số #27 (tháng 9 năm 2008). Truyện thường được xen kẽ với The Secret Saturdays 2 tháng 1 lần.
Ben 10: Alien Force đã được xuất bản trên Cartoon Network Action Pack! số #27, 28, 31, 33, 35, 37 và 38.

## Kênh phát sóng
Hoa Kỳ, Quốc tế (trừ Trung Quốc): Cartoon Network
 Canada: Teletoon (tiếng Anh), Télétoon (tiếng Pháp)
 Trung Quốc: Đài Phát thanh Truyền hình Quảng Đông (GDTV), Đài Phát thanh Truyền hình Hồ Nam (Hunan TV)
 Hồng Kông: TVB Pearl
 Pháp: France 3
 Đức: Kabel Eins
 Úc: Nine Network
 New Zealand: TVNZ
 Việt Nam: Yan TV - SCTV2(2009 - 2018)